# Антонелли, Джон
Джон Лоренс Антонелли (англ. John Lawrence Antonelli; 15 июля 1915, Мемфис, Теннесси — 18 апреля 1990, там же) — американский бейсболист и тренер. Выступал на позициях игрока второй и третьей баз. В 1944 и 1945 годах играл в Главной лиге бейсбола. С 1968 по 1989 работал на различных должностях в системе клуба «Нью-Йорк Метс».

## Биография

### Ранние годы
Джон Лоренс Антонелли родился 15 июля 1915 года в Мемфисе. Старший из трёх детей в семье Джона Антонелли—старшего и его супруги Вивиан. Они имели итальянские корни, но родились в США. Глава семьи работал управляющим в кафе.
В бейсбол Антонелли начал играть в детстве. Во время учёбы в Католической школе Мемфиса он был одним из лучших её игроков, выходил на поле на позициях питчера и аутфилдера. При нём команда четыре раза за пять лет выиграла чемпионат города. В период летних каникул Антонелли выступал за команды Американского легиона. В 1934 году он окончил школу и начал играть за полупрофессиональную команду из Луизианы. Вскоре после этого он серьёзно травмировал руку и больше не смог подавать.
В 1935 году он вернулся в Мемфис и подписал контракт с местной командой «Чикс», игравшей в чемпионате Американской ассоциации. Он сыграл всего три матча и был отчислен. Позднее в том же году Антонелли выступал за команду из Лексингтона в штате Кентукки, где выходил на позиции шортстопа, а также, несмотря на возраст, выполнял обязанности играющего тренера. Там же он провёл и сезон 1936 года. Успехи Антонелли привлекли внимание клуба Главной лиги бейсбола «Сент-Луис Кардиналс». Его контракт был выкуплен и в 1937 году он занял пост играющего тренера фарм-клуба «Кардиналс» из Юнион-Сити. При нём команда стала лучшей в лиге, а сам Антонелли сыграл 109 матчей с показателем отбивания 29,8 %.
Перед началом сезона 1938 года он перешёл в дочернюю команду «Кардиналс» из Хьюстона. В ней Антонелли провёл следующие четыре года, демонстрируя солидную игру на бите. Дважды его выбирали в число участников Матча всех звёзд лиги. В период выступлений за «Хьюстон» он женился на уроженке Мемфиса итальянского происхождения Амелии Ганди. В браке у них родилось две дочери. После начала Второй мировой войны Антонелли как семейный человек был освобождён от призыва в армию.

### Главная лига бейсбола
В начале 1942 года он перешёл в фарм-команду «Кардиналс» из Колумбуса. Там он провёл следующие три сезона, играя на позициях игроков второй и третьей баз. В 1944 году Антонелли повысил эффективность своей игры на бите и вошёл в число участников матча всех звёзд лиги. Осенью его вызвали в основной состав «Кардиналс». До конца чемпионата Антонелли принял участие в восьми матчах и не вошёл в заявку команды на игры Мировой серии.
Весной 1945 года он сохранил место в составе команды, но за первый месяц чемпионата появился на поле лишь два раза. В мае «Кардиналс» обменяли Антонелли и аутфилдера Гленна Кроуфорда в «Филадельфию» на аутфилдера Бастера Адамса. «Филлис» были одной из худших команд лиги, но здесь Антонелли получил значительно большее игровое время. За команду он провёл 125 матчей, выходя на поле на различных позициях в инфилде.

### Завершение карьеры
После окончания Второй мировой войны демобилизовалось большое количество опытных игроков. В результате Антонелли потерял место в составе «Филадельфии» и до начала чемпионата 1946 года его обменяли в клуб Международной лиги «Баффало Байзонс». В 1947 году он перешёл в «Балтимор». Осенью Антонелли выполнял обязанности главного тренера команды США на международном турнире в Венесуэле. Сезон 1948 года Антонелли провёл в «Мемфис Чикс».
Осенью 1949 года он в качестве играющего тренера возглавил «Хот-Спрингс Батерс» из Лиги хлопковых штатов и в следующем сезоне привёл его к победе в плей-офф. После этого успеха Антонелли получил предложение занять должность постоянного главного тренера, но отказался, предпочтя больше времени проводить с семьёй. В последующие годы он работал менеджером по оптовым продажам алкогольных напитков и помогал скаутам клуба «Чикаго Уайт Сокс».

### Тренерская работа
В 1968 году фарм-клуб «Нью-Йорк Метс» был переведён из Флориды в Мемфис. Генеральный менеджер команды Уилл Карратерс предложил Антонелли вернуться в бейсбол. Он вошёл в штаб команды в качестве тренера первой базы, по ходу сезона стал исполняющим обязанность главного тренера, а затем занял эту должность на постоянной основе.
В течение трёх лет Антонелли руководил «Мемфисом», был инструктором в лагере новичков «Метс» во Флориде. В 1973 и 1974 годах он возглавлял фарм-клуб AAA-лиги «Тайдуотер Тайдс», затем ещё два сезона руководил командой «Джэксон Метс». С 1977 по 1989 год он занимал должности тренера, скаута и инструктора в организации «Нью-Йорк Метс», после чего вышел на пенсию по состоянию здоровья.
Джон Антонелли скончался 15 апреля 1990 года в своём доме в Мемфисе в возрасте 74 лет.